# Hórreo Casa Portal (Villanueva de Aézcoa)

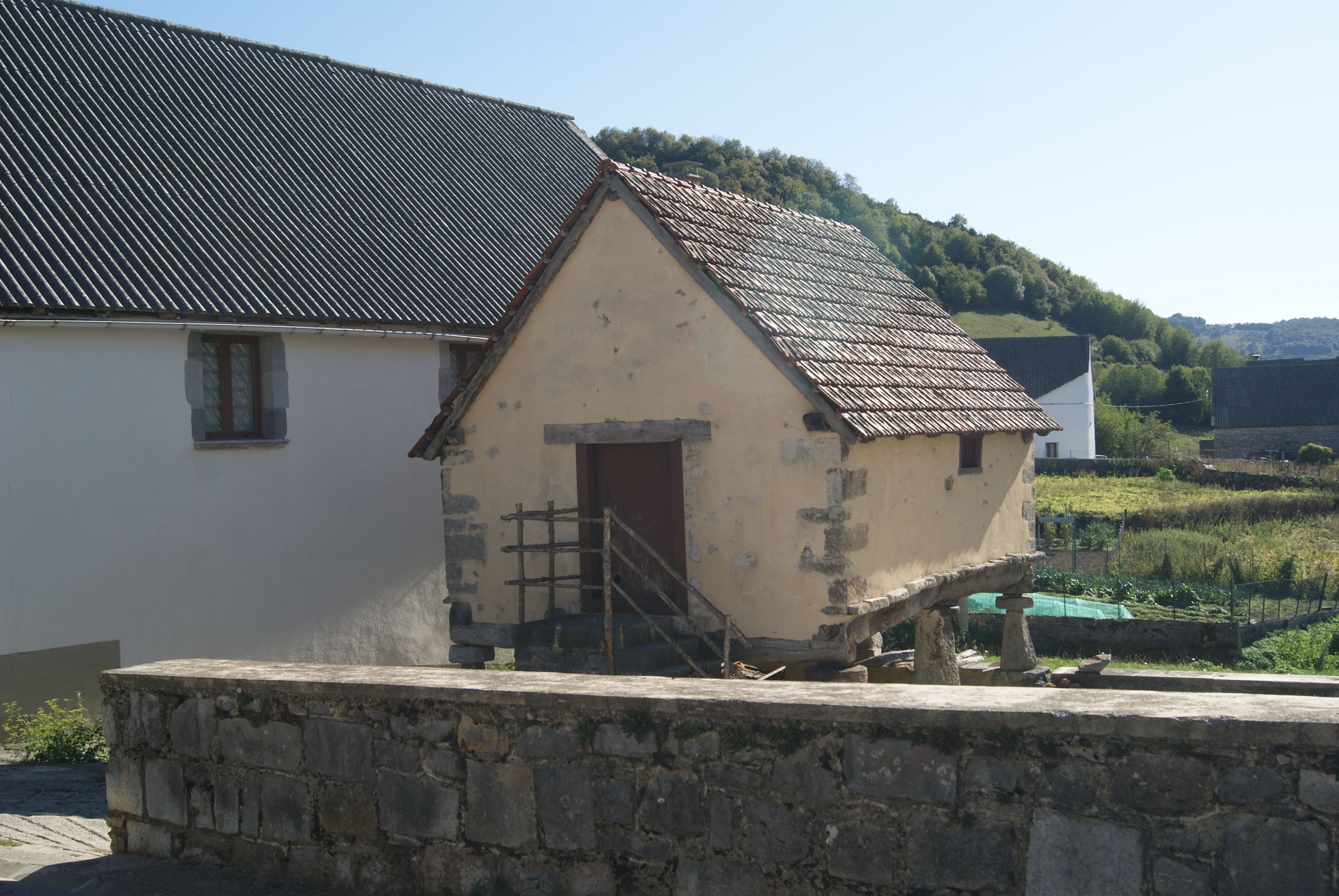
Hórreo Casa Portal in Villanueva de Aézcoa

Der Hórreo Casa Portal in Villanueva de Aézcoa, einer spanischen Gemeinde in der Autonomen Gemeinschaft Navarra, wurde im 19. Jahrhundert errichtet. Der Hórreo in der Calle San Salvador, der zu einem Bauernhof gehört, ist seit 1993 ein geschütztes Kulturdenkmal (Bien de Interés Cultural).
Der Hórreo aus Bruchsteinmauerwerk mit Eckquaderung steht auf sechs Pfeilern. Er besitzt ein Satteldach mit Ziegeldeckung, den Eingang erreicht man über eine steinerne Treppe.